# حنظلة بن صفوان
هو حنظلة بن صفوان الكلبي، هو حنظلة بن صفوان بن تويل بن بشر بن حنظلة بن علقمة بن شرحبيل بن عرين بن أبي جابر بن زهير الكلبي.
من كبار الولاة الأمويون في مصر، والمغرب في عهد هشام بن عبد الملك، وقائد كبير من كبار قادة الدولة الأموية في حرب الخوارج، فقد قضى على ثورتهم في معركتي القرن والأصنام في المغرب الكبير، وحنظلة بن صفوان من الولاة والقادة الأشداء كعبدالرحمن بن حبيب الفهري في العهد الأموي، ويزيد بن حاتم المهلبي في العهد العباسي.

## ولاياته

### على مصر

#### الولاية الأولى من سنة 103 هـ إلى 105هـ
وجاء عن الكندي تاريخ ولاة مصر ((فقد استخلفه اخاه بشر بن صفوان على ولاية مصر واقره عليه يزيد بن عبد الملك وجعل حنظلة على شرطته محمد بن مطير البلوي لاستتباب الأمن وقضى حنظلة على اضطربات الإسكندرية وكان هذا في ولايته الأولى لمصر وكانت ثلاث سنيين.

#### الولاية الثانية من سنة 119هـ إلى 124هـ
فقد جعل على شرطته عياض بن حربية الكلبي لاستتباب الأمن وقضى حنظلة على ثورة القبط في الصعيد فبعث قوة من أهل الديوان قمعت ثورتهم وكانت ولايته خمس سنيين.

### على المغرب الكبير
فقد ولاها هشام بن عبد الملك أفريقية والمغرب وارسله بجيش قوامه أربعين الف جندي للقضاء على ثورة الخوارج وكان هؤلاء الخوارج يستحلون دماء المسلمين ويسبون نساءهم ويسلبون أموالهم ولقي منهم الناس شرا مستطيرا وطال أذاهم البلاد والعباد بأفريقية والمغرب.

## معاركه

### معركة القرن
فكان أول لقاء له بالخوارج بالقرن فقد قضت هذه الموقعة على ثورة الخوارج بأفريقية فزحف إليه عكاشة بن أيوب الفزاري قائد الخوارج بجموع عظيمة من الخوارج الأمازيغ فأمر حنظلة أن يخندق أصحابه على أنفسهم لكثرة الخوارج ثم التقى الفريقين وحمي الوطيس وصمد حنظلة صمودا عظيما بجيش الخلافة انتهى بانتصار ساحق على الخوارج ومقتل قائد الخوارج عكاشة بن أيوب ورجع حنظلة إلى القيروان استعدادا للقاء خوارج المغرب الأوسط والأقصى.

### معركة الاصنام
هذه الموقعة قد قضى حنظلة بن صفوان على خوارج المغرب الأوسط والمغرب الاقصى وكانت الموقعة بالاصنام على نهر شلف بالمغرب الأوسط وقد حشد الخوارج لهذه المعركة الفاصلة ما يزيد على 300 ألف مقاتل بقيادة عبد الواحد بن يزيد الهواري، وخوارج المغرب الاقصى عليهم ابوقرة المغيلي وتحرك إليهم حنظلة بن صفوان الكلبي من القيروان لقتال الخوارج والقضاء على ثورتهم فأخرج حنظلة جميع ما في الخزائن من السلاح وعبأ الناس ودعاهم لشرف الجهاد لإيقاف زحف الخوارج وكف شرهم، فاستجاب له في ليلة واحدة 5 آلاف دارع و5 آلاف نابل، ولما تقابل الجمعان كسرت العرب جفون السيوف ولزم الرجال الركب وجثوا على الأرض كناية عن الثبات وعدم الفرار، ثم كتب الله نصره للمسلمين وانهزم الخوارج وقتل منهم 180 ألف وجيء لحنظلة برأس قائدهم عبد الواحد، ونهزم أيضا أبو قرة المغيلي باخوارج المغرب الاقصى شر هزيمة وكان في مقدمة الخوارج فخر حنظلة لله ساجدا حمدا له وشكرا على ما من من بتر فتنتهم، ولما جاء نبأ النصر الكبير للعالم الجليل الليث بن سعد رحمه الله قال: ما غزوة كنت أحب أن أشهدها بعد غزوة بدر أحب إلي من غزوة القرن والأصنام.

## المغرب الأقصى
فقد صار حنظلة بن صفوان إلى المغرب الاقصى وراء أبو قرة المغيلى وجموعه المنهزمة يطردهم في كل مكان وقد كتب حنظلة بن صفوان كتاب إلى أهل طنجة حين دخل طنجة:
بسم الله الرحمن الرحيم
من حنظلة بن صفوان إلى جميع أهل طنجة.
أما بعد: فإن أهل العلم بالله وبكتابه، وسنة نبيه محمد صلى الله عليه وسلم يعلمون أنه يرجع جميع ما أنزل الله عز وجل إلى عشر آيات: آمرة، وزاجرة، ومبشرة، ومنذرة، ومخبرة، ومحكمة، ومشتبهة، وحلال، وحرام، وأمثال.
فآمرة بالمعروف، وزاجرة عن المنكر، ومبشرة بالجنة، ومنذرة بالنار، ومخبرة بخبر الأولين والآخرين، ومحكمة يعمل بها، ومتشابهة يؤمن بها، وحلال أمر أن يؤتى، وحرام أمر ان يجتنب، وأمثال واعظة؛ فمن يطع الآمرة، وتزجره الزاجرة، فقد استبشر بالمبشرة، وأنذرته المنذرة، ومن يحل الحلال، ويحرم الحرام، ويرجح العلم فيما اختلف فيه الناس- إلى الله- مع طاعة واضحة، ونية صالحة؛ فقد فاز وافلح وأنجح، وحيي حياة سعيدة في الدنيا والآخرة.

والسلام عليكم ورحمة الله وبركاته
ثم أرسل حنظلة بن صفوان إلى الأندلس بعد أن كثرت فيها الاضطرابات بعد فتنة الخوارج واليا من قبله وبأمر الخليفة هشام بن عبد الملك وهو أبو الخطار الحسام بن ضرار الكلبي فستقام أمر الأندلس في عهد هشام الآن مشاكل الأندلس لم تنته إلا بدخول عبد الرحمن الداخل صقر قريش.

## عزله ووفاته
أما عزل حنظلة بن صفوان فقد خرج عليه عبد الرحمن بن حبيب الفهري القادم من الأندلس يريد المغرب الكبير فتنازل حنظلة بن صفوان عن ولاية المغرب الكبير حقنا لدماء المسلمين ورحل حنظلة إلى دمشق بالشام حيث توفي هناك ويبدو أنه توفي في عهد مروان بن محمد سنة 130هـ.